# Cyclaspis cooki
Cyclaspis cooki är en kräftdjursart som beskrevs av Dennis J. Tafe och Greenwood 1996. Cyclaspis cooki ingår i släktet Cyclaspis och familjen Bodotriidae. Inga underarter finns listade i Catalogue of Life.